# 위미디어
위미디어는 전 세계의 다양한 축제를 전문으로 방영하는 채널이다. 2000년 개국했고 사장은 유인무이다. 본사는 서울특별시 영등포구 문래동6가에 위치하여 있다.

## 채널번호
- LG : 103번
- KT : 263번

## 같이 보기
- 충북방송 (CCS)
- CJ헬로비전 영서방송